# 華麗章魚
華麗章魚（学名：Callistoctopus ornatus）为章魚科麗蛸屬下的一个种。